# Louis Vicat
Louis Vicat (Nevers, 31 marzo 1786 – Grenoble, 10 aprile 1861) è stato un ingegnere francese.
Louis Vicat è considerato l'inventore del cemento artificiale, nel 1817.
Ha inoltre inventato l' ago di Vicat, ancora in uso per determinare il tempo di posa di calcestruzzi e cementi. 
A Louis Vicat sono state attribuite diverse onorificenze: fu membro dell'Accademia delle Scienze Francesi e il suo nome è uno dei 72 nomi iscritti sulla Torre Eiffel. In aggiunta, è stato eletto "Membro Honorario Estero" dell'Accademia Americana delle Arti.